# 2.º Reduto da Ribeira Seca

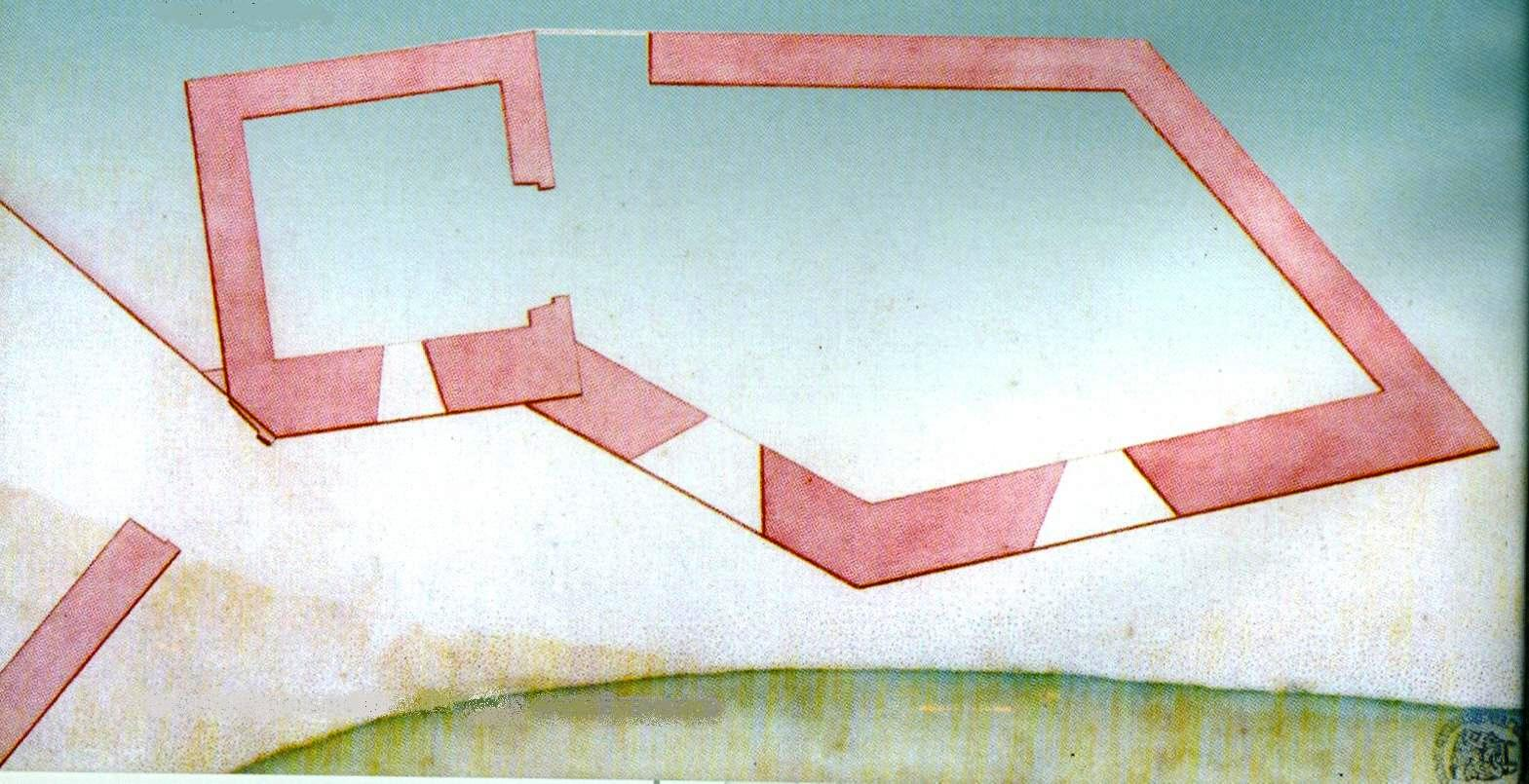
Segundo forte (Reduto) da Ribeira Seca (Francisco Xavier Machado, 1772, ANTT)

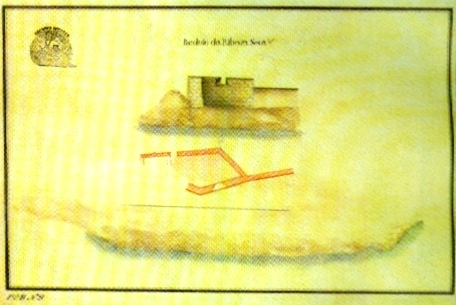
Reduto da Ribeira Seca (José Rodrigo de Almeida, 1830, GEAEM)

O 2.º Reduto da Ribeira Seca localizava-se no lugar da Ribeira Seca, na freguesia da Vila de São Sebastião, concelho de Angra do Heroísmo, na costa sul da ilha Terceira, nos Açores.
Em posição dominante sobre este trecho do litoral, constituiu-se em uma fortificação destinada à defesa deste ancoradouro contra os ataques de piratas e corsários, outrora frequentes nesta região do oceano Atlântico.

## História
Na foz da Ribeira Seca existiu o principal porto da freguesia, chamado de "Porto Novo", por oposição ao "Porto Velho", este na Casa das Mós, na ponta de Santa Catarina. No Porto Novo, também conhecido por porto de Gaspar Gonçalves Machado, era embarcado o pastel, o trigo, a cevada e o centeio, e ainda a telha para a cidade de Angra, e as demais ilhas. Constituía-se no terceiro porto comercial da ilha.
Em 1571 a Câmara Municipal de São Sebastião determinou a construção de dois redutos para a defesa do chamado "Porto Novo". Essa defesa foi reforçada com a construção de dois fortes nas pontas contíguas à enseada: o Forte de São Sebastião (1574) e o Forte de São Francisco (1581).
Neste mesmo local ficava o termo dos concelhos de São Sebastião e da Praia, pelo que aí terá existido um portão, para efeitos administrativos.
A seu respeito, no contexto da crise de sucessão de 1580, ao referir as defesas implementadas pelo então corregedor dos Açores, Ciprião de Figueiredo e Vasconcelos, DRUMMOND registou: "(...) e para o centro do dito porto [Porto Novo], se assentaram dois redutos bem artilhados; de forma que havendo-se-lhe feito uma grossa muralha, que compreendia toda esta cortina, um portão e um excelente arco, por baixo do qual atravessa a Ribeira Seca, se reputava este porto assaz defensável; e tanto assim que nem no menos consta que o inimigo tentasse por ele entrar; (...)"
Com a instalação da Capitania Geral dos Açores, o seu estado foi assim reportado em 1767:
"15º - Segundo reducto da Ribeira secca. Tem quatro canhoneiras e tres peças de ferro boas, com os seus reparos capazes, precisa mais huma com o seu reparo e para se guarnecer quatro artilheiros e dezeseis auxiliares."
Encontra-se referido como "Segundo forte (Reduto) da Ribeira Seca" no relatório "Revista dos fortes e redutos da ilha Terceira", do capitão de Infantaria Francisco Xavier Machado (1772), representado com duas canhoneiras pelo lado do mar e dependência de serviço.
Encontra-se referido como "14. Reducto na mesma B.ª [da Ribeira Seca]" no relatório "Revista aos fortes que defendem a costa da ilha Terceira", do Ajudante de Ordens Manoel Correa Branco (1776), que apenas assinala: "Tambem se acha reedificado, e toda a cortina, que corresponde a esta bahia, e só lhe falta hua das meyas portas."
No contexto da Guerra Civil Portuguesa (1828-1834) voltou a revestir-se de importância estratégica, constando o seu alçado e planta na "Colecção de Plantas e Alçados de 32 Fortalezas dos Açores, por Joze Rodrigo d'Almeida em 1830", atualmente no Gabinete de Estudos de Arquitetura e Engenharia Militar, em Lisboa.
Atualmente nada mais resta dos antigos redutos e nem do portão.

## Características
O 2º Reduto constituía-se em uma pequena bateria, abaluartada, de planta trapezoidal irregular, em cuja muralha se rasgavam duas canhoneiras, erguida no lado oeste da enseada, onde desagua a Ribeira Seca.